# Agnsjön (Anderstorps socken, Småland)
Agnsjön är en sjö i Gislaveds kommun i Småland och ingår i Nissans huvudavrinningsområde.